# Massapê
Massapê is een gemeente in de Braziliaanse deelstaat Ceará. De gemeente telt 35.388 inwoners (schatting 2009).
De gemeente grenst aan Senador Sá, Santana do Acaraú, Sobral, Meruoca, Alcântaras en Moraújo.